# TD50
TD50 – (Toxic Dose) – er den mængde af et stof, som fremkalder en forudvalgt giftvirkning hos halvdelen (50%) af en population.
Denne klassificering af giftighed bruges især om medicin, hvis bivirkninger kan være ganske alvorlige.
Sammenlign med LD50